# Saint-Nectaire, Puy-de-Dôme

Saint-Nectaire este o comună în departamentul Puy-de-Dôme, Franța. În 1 ianuarie 2022 avea o populație de 796 de locuitori.